# Gliegerkarspitze
La Gliegerkarspitze est une montagne culminant à 2 575 m d'altitude dans les Alpes d'Allgäu, dans la chaîne de Hornbach.

## Géographie
La Bretterspitze (2 608 m) se situe à l'est et la Wolekleskarspitze (2 522 m) au sud-ouest.
La Gliegerkarspitze, la Bretterspitze und l'Urbeleskarspitze plus à l'est entourent le cirque glaciaire d'Urbeleskar, au sein duquel se trouve le Kaufbeurer Haus. Le cirque glaciaire de Gliegerkar s'ouvre vers le sud-est en direction du Lechtal et est délimité par la Jungfernspitze, la Wolekleskarspitze, la Gliegerkarspitze et la Bretterspitze.

## Histoire
La première ascension de la Gliegerkarspitze est réalisée en 1893 par Chr. Wolff et son guide de montagne Friedle.

## Ascension
Le point de départ pour l'ascension est Hinterhornbach. De là, il faut environ 2 heures et demie pour aller au Kaufbeurer Haus et ensuite sur le chemin de la Bretterspitze. On bifurque vers la droite et atteint par des chemins abrupts et pleins d'éboulis une crête vers le sommet à l'est (2 551 m). L'ascension vers le sommet principal plus haut de 24 m est beaucoup plus difficile en raison d'une plus grande exposition. La cotation est I.
Une ascension plus séduisante est possible par la crête ouest de la Bretterspitze qui peut sembler plus accidenté. Cependant la roche est plus solide et facilite l'effort. Peu avant le sommet de la Bretterspitze, la paroi est cotée II. Du Kaufbeurer Haus, la durée de cette ascension est d'environ 45 minutes.